# Останні справи міс Марпл
«Останні справи Міс Марпл та дві інші розповіді» (англ. Miss Marple's Final Cases and Two Other Stories) — збірка детективних оповідань англійської письменниці Агати Крісті, яку опубліковало посмертно в 1979 році видавництво Collins Crime Club.

## Зміст
До збірки увійшло вісім оповідань різних років:
1. «Святе місце» (англ. Sanctuary; також публікувалося під назвою «Намисто танцівниці»);
2. «Незвичайний жарт» (англ. Strange Jest; також публікувалося під назвою «Жарти старих дядечків»);
3. «Мірка смерті» (англ. Tape-Measure Murder; також публікувалося під назвами «Вбивство місіс Спенлоу» та «Вбивство за міркою»);
4. «Справа доглядачки» (англ. The Case of the Caretaker, також публікувалося під назвою «Ліки для міс Марпл»);
5. «Справа найкращої з покоївок» (англ. The Case of the Perfect Maid; також опубліковано під назвою «Справа бездоганної служниці»);
6. «Міс Марпл розповідає» (англ. Miss Marple Tells a Story);
7. «Лялька у примірочній» (англ. The Dressmaker's Doll);
8. «У сутінках дзеркала» (англ. In a Glass Darkly).

### Короткий зміст оповідань

#### Святе місце
Дружина священика, місіс Гармонд на прізвисько Пончик, виявляє біля вівтаря в церкві закривавленого чоловіка. Вона викликає лікаря, вони переносять пораненого до будинку священика, де чоловік невдовзі помирає. Перед смертю він із благанням у голосі вимовляє ім'я Юліан. Пончик зустрічається з офіцерами поліції, які, як їй здається, не можуть розгадати загадку таємничої людини. Незабаром із Лондона прибувають брат загиблого із дружиною. Щось у їхній поведінці насторожує місіс Хармонд. Вона вирушає до Лондона, де тимчасово зупинилася міс Марпл. Їй Пончик розповідає про свої підозри, і вони вирішують удвох знайти розгадку.

#### Незвичайний жарт
До міс Марпл по допомогу звертається молода пара. Вони просять знайти… скарб, закопаний, як вони вважають, у маєтку їхнього дядечка. Як з'ясовує міс Марпл, дядечко залишив свої статки за заповітом саме їм, але після смерті виявилося, що ніяких величезних статків немає, хоча дядько був дуже багатий. Перед смертю він, хитро посміхнувшись, сказав їм, що все буде добре. Вони також розповідають, що він був дуже підозріливим і ніколи не вкладав гроші в акції та не зберігав їх на банківському рахунку. Молоді люди припустили, що дядько переводив усі гроші в золото, а потім закопував у садку.

#### Мірка смерті
Сільська кравчиня міс Політт поспішає на примірку до будинку місцевої мешканки, місіс Спенслоу. Попри домовленість про зустріч, місіс Спенслоу дверей не відчиняє. Біля дверей будинку кравчиня зустрічає іншу мешканку села, і вони вирішують оглянути будинок. Через вікно вони бачать на підлозі у кімнаті труп господині. Першим підозрюваним у вбивстві стає чоловік місіс Спенслоу, який не мав алібі, але стверджував, що з дому пішов після дзвінка міс Марпл. Міс Марпл, яка того дня не дзвонила до будинку Спенслоу, береться розгадати таємницю.

#### Справа доглядачки
Міс Марпл хворіє. До неї приходить доктор Гейдок і приносить їй рукопис свого оповідання. Він пропонує прочитати історію та розгадати таємницю загибелі дівчини. Місцевий молодий гульвіса повертається в своє село з красунею дружиною. Перед приїздом він повністю перебудовує великий маєток і виганяє з нього старих доглядачів. Стара доглядачка проклинає його та його дружину, залякуючи молоду жінку несподіваними появами та дивними погрозами. Якось наречена падає з коня і гине. Все нагадує нещасний випадок. На цьому рукопис закінчується. Доктор Гейдок приходить до міс Марпл за кілька днів, і вона готова запропонувати свою розгадку цієї таємниці.

#### Справа найкращої з покоївок
До міс Марпл звертається мешканка Сент-Мері-Мід. Вона просить допомогти своїй сестрі Гледіс, яка служила покоївкою в маєтку Олд-Холл. Гледіс звільнили з дуже дивної причини. Спочатку господиня згубила брошку, яка пізніше знайшлася в її ящику, а вже наступного дня розбита тарілка вивела її з себе, і Гледіс звільнили. Дівчина підозрює, що звільнення пов'язане саме зі зникненням брошки. Міс Марпл вирушає в Олд-Халл, щоб поговорити з господаркою місіс Скіннер. На місце звільненої Гледіс вже запросили нову покоївку, Мері, про яку господиня відгукується не інакше, як про «скарб». Міс Марпл підозрює недобре.

#### Міс Марпл розповідає
До міс Марпл прийшли з візитом два джентльмени: містер Паркер, її повірений, і його знайомий, містер Родс. Його дружину вбили кілька місяців тому, заколовши її власним ножем для паперів у готелі неподалік від Сент-Мері-Мід. У кімнату жертви не заходив ніхто чужий, тільки покоївка з грілками. Всі двері та вікна були зачинені зсередини. Міс Марпл з'ясовує, що місіс Родс була вразливою та істеричною натурою, яка постійно вигадувала та прикрашала події свого життя. Чоловік давно не вірив її розповідям. Ось і цього разу вона сказала, що зустріла жінку, яка обіцяла помститися їй за збиту дитину. Нещастя трапилося багато років тому, але вона продовжувала отримувати листи із погрозами.

#### Лялька в примірочній
Містичне оповідання поза серією.Місце дії оповідання — ательє, яким володіють дві літні жінки. Одного разу на кріслі в примірочній вони виявляють гарну ляльку, яка казна-звідки взялася. Лялька дуже підходить до інтер'єру кімнати, але є в ній щось таке, що не подобається жінкам. Лялька ніби мала власний характер. Через кілька днів жінки розуміють, що в якийсь незрозумілий спосіб лялька може сама пересуватися кімнатою. Вона то сидить за столом господині, то лежить на дивані, то сидить на підвіконні та дивиться у вікно. Лялька лякає жінок, і вони вирішують віддати їй кімнату, замкнути її і не користуватися нею більше. Однак за кілька днів лялька опиняється в іншій кімнаті ательє. Жінки вирішують, що її треба позбутися.

#### У сутінках дзеркала
Містичне оповідання поза серією. Молодий чоловік приїжджає в гості до свого друга. Він готується до вечері, стоячи перед дзеркалом. Несподівано в дзеркалі він бачить віддзеркалення сцени, як якийсь чоловік зі шрамом на щоці душить на ліжку молоду жінку. Обернувшись, юнак бачить лише стіну з шафою. Спустившись у вітальню, він знайомиться із сім'єю друга. Серед них була сестра його друга та її наречений. У них він упізнає героїв свого видіння в дзеркалі, але далеко не відразу розповідає їм про побачене.

## Відгуки
Роберт Барнард, відомий британський детективний письменник і критик, у своїй книзі «Талант Детектива — визнання Агати Крісті» так схарактеризував збірку: 
|  | Посмертна збірка містить кілька дуже хороших і кілька непоганих оповідапнь про розслідування міс Марпл, які до цього видання були доступні лише в США. Збілька також включає два містичних оповідання, для яких Крісті не вистачило стилістичних засобів, щоб зробити їх успішними. |